# Luciano Charles Scorsese
Luciano Charles Scorsese (New York, 8 maggio 1913 – New York, 23 agosto 1993) è stato un attore statunitense di origini italiane, padre del regista Martin Scorsese.

## Biografia
Luciano Charles Scorsese nasce a New York City, figlio di Teresa e Francesco Paolo Scozzese (il cui cognome venne erroneamente trascritto in America come Scorsese), immigrati da Polizzi Generosa, un paesino nei dintorni di Palermo. Nel 1933 sposa Caterina Cappa, con cui concepisce il regista Martin Scorsese. Partecipa a svariati film diretti dal figlio, svolgendo sempre ruoli marginali. Nel film Quei bravi ragazzi del 1990 interpreta "Vinnie", un personaggio basato sulla vita reale del gangster Thomas Agro.

## Filmografia
- Italoamericani (Italianamerican), regia di Martin Scorsese (1974)
- Toro scatenato (Raging Bull), regia di Martin Scorsese (1980)
- Re per una notte (The King of Comedy), regia di Martin Scorsese (1983)
- Fuori orario (After Hours), regia di Martin Scorsese (1985) - non accreditato
- Cadaveri e compari (Wise Guys), regia di Brian De Palma (1986)
- Il colore dei soldi (The Color of Money), regia di Martin Scorsese (1986)
- Quei bravi ragazzi (Goodfellas), regia di Martin Scorsese (1990)
- Insieme per forza (The Hard Way), regia di John Badham (1991) - non accreditato
- Cape Fear - Il promontorio della paura (Cape Fear), regia di Martin Scorsese (1991)
- L'età dell'innocenza (The Age of Innocence), regia di Martin Scorsese (1993) - non accreditato